# Воцек
„Воцек“ (на немски: Wozzeck) е първата опера на австрийския композитор Албан Берг, писана между 1914 и 1922 година и поставена за пръв път в Берлинската държавна опера в края на 1925 година.
Либретото е адаптирано от самия Берг от недовършената последна пиеса „Войцех“ на Георг Бюхнер (1813 – 1837). Десетилетия след смъртта на Бюхнер пиесата му е издадена, а Албан Берг я вижда на сцената във Виена година преди началото на Първата световна война. Композиторът е завладян от острия и пламенен протест срещу социалните несправедливости, вложени в драмата на Бюхнер, което е отговаряло на неговите собствени настроения.
Композиторът сам написва либретото на операта си, като изтъква преди всичко най-важните и най-рязко конфликтните нейни епизоди и свежда 24-те действия на 15. В драмата си Бюхнер е използвал действителен случай, взет от хрониката на някакъв вестник, и от него е изградил силна социална трагедия. Берг обаче акцентира повече върху непоносимото съществуване на унижения и беззащитен човек в суровата действителност. Сюжетът описва ежедневието на войници и цивилни в провинциален немски град, разглеждайки натуралистично теми като милитаризма, безсърдечието, социалната експлоатация и рутинния садизъм.
С известни прекъсвания Албан Берг работи върху операта си през годините на войната, като заедно с музиката си е нанасял поправки и в либретото. Завършва творбата си през 1921 г., като я посвещава на Алма Малер, вдовицата на Густав Малер. Откъси от „Воцек“ прозвучават за пръв път на концерт под диригентството на Херман Шерхен във Франкфурт на Майн през 1924 г., но официалната премиера се е състои следващата година – на 14 декември 1925 г. в Берлин под музикалното ръководство на Ерих Клайбер. За подготовката на„Воцек“ Клайбер прави 137 оркестрови репетиции, нещо небивало преди или след това. Въпреки сложността си обаче операта „Воцек“ е сред често поставяните на оперна сцена.